# María Julia Hernández
María Julia Hernández (San Francisco Morazán, El Salvador, 30 de enero de 1938 - San Salvador, El Salvador, 30 de marzo de 2007) fue una activista salvadoreña que luchó por la defensa de los Derechos Humanos durante la guerra civil de El Salvador.
Comenzó a laborar en la arquidiócesis de San Salvador en 1977, durante el ministerio episcopal de Monseñor Óscar Arnulfo Romero, trabajando para denunciar los casos de violación a los derechos humanos en la época de preguerra. Luego del asesinato de Monseñor Romero, continuó como colaborador del nuevo arzobispo, Arturo Rivera y Damas. En 1983 fue nombrada directora de la Oficina de Tutela Legal del Arzobispado, cargo que desempeñó hasta su muerte.
Desde la Tutela Legal, ella se dedicó a atender a las víctimas civiles de las numerosas violaciones a los derechos humanos cometidas durante el conflicto bélico. Ella luchó por esclarecer los casos de los asesinatos de Monseñor Romero, los Jesuitas y la Masacre del Mozote, llegando a reclamar la responsabilidad del Estado salvadoreño en estos hechos, ante organismos internhttps://voces.org.sv/a-15-anos-de-su-partida-maria-julia-hernandez-icono-de-los-derechos-humanos/acionales como la Comisión Interamericana de Derechos Humanos.
Hernández, fue soltera por decisión. Conoció a Monseñor Óscar Arnulfo Romero y también a Monseñor Rivera y Damas. Este último le encomendó que se hiciera cargo de la dirección de Tutela Legal del Arzobispado de San Salvador, desde el 3 de mayo de 1983 hasta su muerte, el 30 de marzo de 2007. 
Durante una entrevista realizada en 2005, recordó su niñez como una etapa “tranquila y encantadora”, donde no había tantos problemas sociales como hoy en día. Su formación académica la recibió en el Colegio Sagrado Corazón y la educación superior de la Universidad Centroamericana José Simeón Cañas, donde estudió Filosofía.
Desarrolló estudios de inglés en Estados Unidos y cultura religiosa en España. En sus ratos libres se distría con lectura, arte, música y fotografía. La Doctora Hernández, acostumbraba levantarse a las seis de la mañana y su trabajo consistía en ir a la oficina de Tutela Legal, leer algunos casos, algunas veces ir al campo y acompañar a víctimas o sus familiares, también asistía a reuniones fuera de la oficina, etc.
Cuando tomó la dirección de Tutela Legal "no había mucha conciencia de los derechos de la mujer". Aun así, consideraba haber sido apoyada por los miembros de la iglesia y que nunca tuvo problemas para actuar con autoridad y fuerza como"lo sigo haciendo”, dijo en esa ocasión.
Por su labor humanitaria recibió reconocimientos de todos los organismos de Derechos Humanos, incluyendo doctorados honoris causa por la Universidad de Filadelfia en Estados Unidos y la Universidad Centroamericana José Simeón Cañas ( UCA).
Monseñor Romero su ejemplo e inspiración
Por tres años trabajó cerca de Monseñor Romero, a quien escuchó por primera vez durante la misa de cuerpo presente del Padre Rutilio Grande y los dos niños asesinados con él en 1977.
En esa ocasión, Monseñor Romero dijo “que la iglesia contribuiría a las luchas justas de los pueblos dando hombres como Rutilio Grande, quien trabajaba por la liberación de los oprimidos”.
A ella, esas palabras le impactaron mucho, ya que las escuchó cuando buscaba de qué manera servir a su país, dijo. Directamente conoció a Monseñor Romero cuando asistió a una reunión organizada con diferentes sectores del país, a quienes el pastor les invitó a que le ayudaran a defender los derechos del hombre, que estaban siendo violados por el Estado salvadoreño de la época.
Si bien desde el principio le han impactado las injusticias, dijo que al inicio no sabía que eran los derechos humanos, algo que supo cuando trabajó al lado de Romero.
Un trabajo poco reconfortante
A la Doctora Hernández le conmovieron muchos casos durante los 24 años de su trabajo como Directora de Tutela Legal, aunque consideraba que hubo unos casos más terribles que otros.
Durante la guerra le conmovieron las masacres y los cuerpos de muchas víctimas “porque recogíamos lo cadáveres de personas que les habían asesinado de forma brutal”, pero ha sabido ser fuerte ante los familiares de las víctimas, a quienes ha acompañado en su dolor y en su afán por la búsqueda de justicia.
En tiempos de la guerra y por su trabajo, esta mujer siempre fue considerada terrorista y subversiva, motivo por el cual, ella al igual que el resto de trabajadoras y trabajadores de Tutela Legal fueron amenazados y perseguidos, debido a que su trabajo siempre "ha afectado los intereses de quienes querían mantener su poder a costa de la violación de los derechos de los demás”.
El trabajo de la institución estuvo enfocada en lograr que en el país se ejerzan los derechos a la verdad, la administración de justicia y la reparación a las víctimas de familiares, tres aspectos importantes que deben cumplirse para no fomentar la impunidad, decía.
Al pedirle un análisis de la situación del país en 2005, en cuanto a violencia comparada con los años 80, mencionó que había diferencias, pero también elementos muy comunes como el irrespeto a la vida, a la dignidad humana y al debido proceso.  Para ella, el accionar de la policía hacia las pandillas no era una forma de combatir la violencia, al contrario lo consideraba “un fracaso y una agresión hacia la juventud de esos sectores.
Antes era la guerra y la represión, hoy es la impunidad provocada por la misma sociedad del Estado”. “Tenemos un Estado corrupto y como consecuencia, estamos provocando jóvenes corruptos”.
Una forma de combatir la violencia y la corrupción es acabar con la corrupción gubernamental, crear planes preventivos, brindar educación y abrir oportunidades de trabajo, dijo en esa ocasión.
En la entrevista realizada en el 2005, la Doctora María Julia Hernández, dijo que "El Salvador, como firmante de muchos tratados, debe cumplirlos, así como firmar y ratificar otros convenios que permitan a las nuevas generaciones la libertad de expresión, el respeto a la vida y la dignidad humana.